# Corpus Mortale
Corpus Mortale – duńska grupa muzyczna grająca brutal death metal, założona w 1993 roku w Kopenhadze.

## Historia
Opracowano na podstawie materiału źródłowego.

### Początki (1993–2002)
Zespół Corpus Mortale powstał w Kopenhadze na początku 1993 roku z inicjatywy Nicholasa Maschølna i Sørena Jensena. Pierwszy stabilniejszy skład uformował się, gdy wiosną 1994 roku do zespołu dołączył Martin Rosendahl. Demo Corpus Mortale ukazało się na kasecie magnetofonowej 1 września 1995 roku. Na początku 1996 roku do Corpus Mortale dołączył Morten Jensen i w nowym składzie grupa nagrała drugie demo Integration, które w ciągu 7 miesięcy sprzedało się w nakładzie 800 sztuk.
W 1999 roku ukazało się kolejne demo Spiritism. W tym samym roku Corpus Mortale opuścili Søren Jensen i Morten Jensen, których we wrześniu zastąpili Brian Eriksen i Jens Lee. W nowym składzie zespół nagrał demo Succumb to the Superior.
Latem 2001 roku z Corpus Mortale odszedł Jens Lee. Na jego miejsce przyjęto Roara Christoffersena. 25 stycznia 2002 roku ukazało się kolejne demo Sombre and Vile.

### With Lewd Demeanor (2003–2006)
W październiku 2003 roku zespół podpisał kontrakt z holenderską wytwórnią Neurotic Records, a 24 listopada miał premierę pierwszy album studyjny With Lewd Demeanor. W tym samym roku z Corpus Mortale odszedł Brian Eriksen, którego gościnnie zastąpił Mads Haarløv. Zespół promował album podczas trasy koncertowej z grupami Konkhra, Homo Iratus i Illnath.
W maju 2005 roku zespół wystąpił na festiwalu Rotterdam Deathfest.
W grudniu 2006 roku nakładem Nuclear Winter Records ukazał się minialbum Seize the Moment of Murder.

### A New Species of Deviant (2007–)
Drugi album studyjny A New Species of Deviants został wydany w Ameryce Północnej w listopadzie 2007 roku przez Willowtip Records, zaś w pozostałej części świata w lutym 2008 roku przez Neurotic Records.
W latach 2007–2008 zaszły istotne zmiany w składzie zespołu: ze współpracy z Corpus Mortale zrezygnował Mads Haarløv, odeszli też Nicholas Maschøln i Roar Christoffersen, powrócił zaś Brian Eriksen oraz przyjęto nowych muzyków – Rasmusa Schmidta i Andreasa Lynge.
Pod koniec 2009 roku Corpus Mortale wziął udział w europejskiej trasie Those Whom The Gods Detest z grupami Nile, Grave, Krisiun i Ulcerate, w ramach której dwukrotnie wystąpił w Polsce (17 listopada w klubie Progresja w Warszawie i 18 listopada w klubie W-Z we Wrocławiu) oraz na Eindhoven Metal Meeting.

## Muzycy
Opracowano na podstawie materiału źródłowego.

### Obecny skład zespołu
- Martin Rosendahl – gitara basowa, śpiew (1994–)
- Brian Eriksen – gitara, śpiew (1999–2003, 2008–)
- Rasmus Schmidt – perkusja (2008–)
- Andreas Lynge – gitara (2008–)

### Byli członkowie zespołu
- Ulrik Pedersen – śpiew (1993)
- Jakob Schleis – gitara, śpiew (1993–1994)
- Søren Jensen – gitara, śpiew (1993–1999)
- Nicholas Maschøln – perkusja (1993–2007)
- Morten Jensen – gitara (1996–1999)
- Jens Lee – gitara (1999–2001)
- Roar Christoffersen – gitara (2001–2008)

### Gościnna współpraca
- Mads Haarløv – gitara (2006–2008)

## Dyskografia

### Albumy studyjne
- With Lewd Demeanor (2003)
- A New Species of Deviant (2007)

### Minialbumy
- Seize the Moment of Murder (2006)

### Dema
- Corpus Mortale (1995)
- Integration (1996)
- Spiritism (1998)
- Succumb to the Superior (2001)
- Sombre and Vile (2002)